# Leoști (gmina Pădureni)
Leoști – wieś w Rumunii, w okręgu Vaslui, w gminie Pădureni. W 2011 roku liczyła 193 mieszkańców.